# Matteo 4

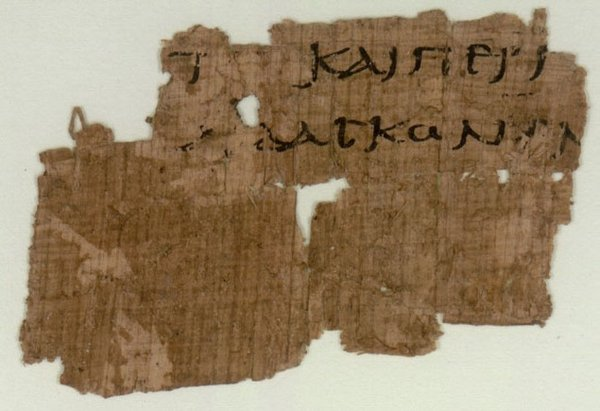
Matteo 4,22-23 sul Papiro 102 (III secolo).

Matteo 4 è il quarto capitolo del vangelo secondo Matteo nel Nuovo Testamento. Molte traduzioni del vangelo e commenti separano la prima parte del capitolo 4 (versetti 1-11, il racconto della tentazione di Cristo da parte del demonio) dalle restanti sezioni che riguardano il predicazione di Gesù e l'unione ai primi discepoli.

## Testo
Il testo originale era scritto in greco antico. Il capitolo è diviso in 25 versetti.

### Testimonianze scritte
Tra le principali testimonianze documentali di questo capitolo vi sono:
- Papiro 101 (~ 250 M; versetti 1-3)
- Papiro 102 (III secolo; versetti 11-12, 22-23)
- Codex Vaticanus (325-350)
- Codex Sinaiticus (330-360)
- Codex Bezae (~400)
- Codex Washingtonianus (~400)
- Codex Ephraemi Rescriptus (~450)

## Struttura
Il capitolo è solitamente diviso come segue:
- Matteo 4,1-11 - Satana tenta Gesù
- Matteo 4,12-17 - Gesù inizia il proprio magistero in Galilea
- Matteo 4,18-22 - Quattro pescatori vengono chiamati quali primi discepoli
- Matteo 4,23-25 - Gesù sfama una moltitudine

Il commentario di Giovanni Calvino riporta quattro sezioni divise nei versetti 1-4, 5-11, 13-16 e 18-25.

## Tentazioni di Cristo

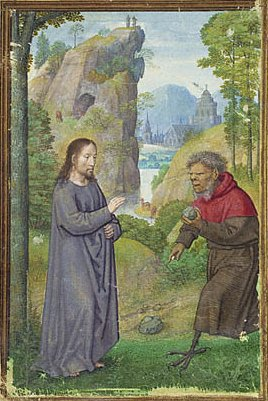
Manoscritto miniato del XVI secolo con la rappresentazione delle tentazioni di Cristo, realizzato da Simon Bening.

La sezione di questo capitolo che riguarda le tentazioni di Cristo da parte di Satana è senz'altro la più nota di tutto questa parte. Satana tenta Gesù tre volte: in 4,3 col cibo, in 4,6 con la messa alla prova della sua fede in Dio e in 4,9 con la promessa del controllo di tutta la Terra.
Numerose sono le teorie emerse nell'analisi delle tentazioni nel testo evangelico. Una di queste suggerisce che le tre tentazioni servano per mostrare la figura di Gesù differente dalle tradizionali visioni del messia. Nella prima tentazione egli mostra di non essere un messia economico che usa il suo potere per risolvere il problema della fame nel mondo. nella seconda dimostra di non essere un mero operatore di miracoli che fa spettacolo, e nella terza di non essere un salvatore della patria ma piuttosto uno dello spirito. Molti studiosi oggi rigettano questa visione. Una teoria oggi popolare è che le tre tentazioni servano per dimostrar che Gesù non fallirà dove il popolo d'Israele ha già fallito. Numerosi sono infatti i riferimenti al periodo successivo all'Esodo. Gli israeliti infatti misero alla prova Dio sul tema della terra promessa, errore che Gesù invece non fa.
Nel capitolo 1 del vangelo secondo Marco, la narrazione delle tentazioni occupa solo due versetti. Luca è più simile a Matteo con solo alcune parole differenti e con l'ordine della seconda e della terza tentazione invertite. Si crede che gran parte di questa parte del vangelo di Matteo provenga dalla fonte Q. David Hill ha notato come il vangelo di Marco dia per scontato che il suo pubblico conoscesse già la narrazione delle tentazioni, e pertanto la ritiene superflua.
Gli studiosi generalmente considerano il racconto di Matteo come il più originale; ad ogni modo, la versione di Luca è divenuta nella tradizione la più popolare. La scena della tentazione ha ispirato un gran numero di opere letterarie. Essa viene ripresa brevemente in Paradiso perduto ed è dettagliatamente ripresa in Paradiso riconquistato. Essa fu anche importante fonte d'ispirazione per I fratelli Karamazov e per Assassinio nella cattedrale. Il libro ed il film L'ultima tentazione di Cristo si concentrano su questo punto.

## L'inizio del ministero di Gesù
I restanti versi del capitolo (vv. 12-25) sono generalmente visti come l'introduzione del ministero di Gesù il quale occuperà i successivi sette capitoli del vangelo di Matteo. Gesù inizia a predicare una buona novella di pentimento: le sue parole sono quelle di Giovanni Battista, che si trova ora in prigione al palazzo di Macheronte (Gv 3,1 - Gv 4,17):
I versetti dal 18 al 22 descrivono la chiamata dei primi quattro pescatori che divennero i suoi primi discepoli: due, Simon Pietro e Andrea, stanno gettando le reti nel mare, mentre due, Giacomo e Giovanni stanno lavorando con Zebedeo loro padre per riparare delle reti. I discepoli abbandonano i loro possedimenti e la famiglia per aderire alla chiamata di Gesù ad essere "pescatori di uomini". Gli ultimi tre versetti finali introducono la folla che segue Gesù. Questi versetti servono anche per sottolineare i tre fondamenti del ministero di Gesù: insegnamento, predicazione e guarigione.

## Versetti
- Matteo 4,1
- Matteo 4,2
- Matteo 4,3
- Matteo 4,4
- Matteo 4,5
- Matteo 4,6
- Matteo 4,7
- Matteo 4,8
- Matteo 4,9

- Matteo 4,10
- Matteo 4,11
- Matteo 4,12
- Matteo 4,13
- Matteo 4,14
- Matteo 4,15
- Matteo 4,16
- Matteo 4,17
- Matteo 4,18

- Matteo 4,19
- Matteo 4,20
- Matteo 4,21
- Matteo 4,22
- Matteo 4,23
- Matteo 4,24
- Matteo 4,25